# Lowlife
Lowlife — шотланський рок-гурт, який був активний з 1985 по 1997, роки, процював в таких жанрах, як пост-панк, дрім-поп, шегейзинг, альтернативний рок. Не дивлячись на те  що гурту, не вдалося досягнути популярності, вона стала культовою серед кругів, і по сьогодні користується популярністю. Гурт випустив пять студійних альбомів, які були прийняті критиками з позитивної точки, зору, склад у гурті декілька раз змінювавя.

## Дискографія
- Permanent Sleep (1986)
- Diminuendo (альбом) (1987)
- Godhead (1989)
- San Antorium (1991)
- Gush (1995)